# Littlewoods tauberska sats
Inom matematiken är Littlewoods tauberska sats en förstärkning av Taubers sats introducerad av Littlewood (1911).

## Satsen
Littlewoods sats säger att om an = O(1/n ) och 
{\displaystyle \sum a_{n}x^{n}\to s,}
då x ↑ 1, då gäller 
{\displaystyle \sum a_{n}=s.}
Hardy och Littlewood bevisade senare att hypotesen om an kan försvagas till an ≥ –C/n för någon konstant C. Kravet är dock på ett visst sätt optimalt: Littlewood bevisade att om cn är en godtycklig obegränsad följd finns det en serie med |an| ≤ |cn|/n som divergerar men är Abelsummerbar.

## Historia
Littlewood (1953) beskriver upptäckten av sitt bevis av satsen. Taubers ursprungliga sats var lik Littlewoods, men med den starkare hypotesen att an=o(1/n). Hardy hade bevisat en likadan sats för Cesàrosummering med den svagare hypotesen an=O(1/n), och föreslog till Littlewood att samma svagare hypotes kunde räcka även med Taubers sats. Fastän hypotesen i Littlewoods sats är bara litet svagare än i Taubers, var Littlewoods bevis mycket svårare än Taubers, dock upptäckte Karamata senare ett enklare bevis
Littlewoods sats följer ur den senare Hardy–Littlewoods tauberska sats, som igen är ett specialfall av Wieners tauberska sats, som igen är ett specialfall av flera abstrakta tauberska satser om Banachalgebror.